# Järnesbergets naturreservat
Järnesbergets naturreservat är ett naturreservat i Åsele kommun i Västerbottens län.
Området är naturskyddat sedan 2020 och är 186 hektar stort. Reservatet ligger på Järnesberget sydväst om Lycksele och består av gammal granskog.